# 徐承燠
徐承燠（？—？），别号仲宣，广东番禺人，中华民国政治人物。
毕业于南洋大学铁路管理科。1932年1月31日，任国民政府铁道部参事，同年5月18日被免职。1931年9月-1938年1月，担任交通大学北平铁道管理学院院长。1938年，日军进入北京后，逃离。1940年7月3日至1943年7月，任交通部财务司司长。随国军迁台后，担任台湾电力公司协理。